# Robledo (Zamora)
Robledo (en senabrés El Robréu) es una localidad sanabresa perteneciente al municipio de Puebla de Sanabria, en la provincia de Zamora (España) situado en las estribaciones de la sierra de la Culebra, en los Montes de León.
Acoge el Centro del Lobo Ibérico de Castilla y León, infraestructura creada en 2015 para divulgar la figura del lobo como elemento fundamental de la biodiversidad de la península ibérica, además de impulsar el turismo y el desarrollo rural en una de las zonas más emblemáticas a nivel mundial en la gestión y conservación de esta especie.

## Historia
Durante la Edad Media Robledo quedó integrado en el Reino de León, cuyos monarcas habrían acometido la repoblación de la localidad dentro del proceso repoblador llevado a cabo en Sanabria.
Posteriormente, en la Edad Moderna, Robledo fue una de las localidades que se integraron en la provincia de las Tierras del Conde de Benavente y dentro de esta en la receptoría de Sanabria. No obstante, al reestructurarse las provincias y crearse las actuales en 1833, la localidad pasó a formar parte de la provincia de Zamora, dentro de la Región Leonesa, quedando integrada en 1834 en el partido judicial de Puebla de Sanabria.

## Demografía
El número de habitantes ha ido descendiendo en el municipio de modo paulatino desde la mitad del siglo XX, llegando a los 38 censados en el año 2009 por el I.N.E..
Al igual que en otros muchos lugares, el número de personas que vienen al pueblo aumenta en verano y desciende drásticamente en invierno.

## Sociedad
La suerte del pueblo es muy similar a la de los otros pueblos sanabreses, que vivían de la agricultura y la ganadería; Aunque incluso este tipo de actividades se está perdiendo.
Tristemente se prevé, que al igual que otros muchos pequeños pueblos de España, en no muchos años, se convierta en un pueblo fantasma debido principalmente al abandono de los pueblos a las ciudades.

## Arquitectura
Aunque las construcciones, tanto civiles como religiosas, tienen las mismas características que las del resto de Sanabria, en Robledo hay una particularidad:
Los muros ya no son de granito, sino de pizarra, al igual que en otras zonas de España muy distantes, en las que existe la llamada Arquitectura negra.

## Flora y Fauna
Destacan sus castaños,además de robles pinos y demás tipos De árboles.
En el año 2016 se abrió el Centro de Interpretación del Lobo Ibérico, aunque con un retraso de 5 años en su apertura; es un gran cebo para los turistas. La infraestructura cuenta con un centro de interpretación de este animal y unas zonas de observación del lobo en estado de semilibertad